# Тадеуш Новак
Тадеуш Новак (пол. Tadeusz Nowak *11 листопада 1930, село Сікожиці гміни Ветшиховиці (Малопольське воєводство) — †11 серпня 1991, Скерневиці) — польський поет, прозаїк, перекладач. Лавреат Премії Фундації ім. Косцєльських (1967).

## Життєпис
Народився в селянській родині біля Кракова. Завершив філологічний факультет Ягеллонського університету. 1948 року опублікував першу добірку віршів, перша збірка вийшла 1953 року й називалася «Вчуся говорити». Вірші Новака відзначені літературними преміями (напр. Премія імені Пєнтака за збірку «Зернина трави»).

## Вибрані твори
- Uczę się mówić (1953)
- Porównania (1954)
- Prorocy już odchodzą (1956)
- Jasełkowe niebiosa (1957)
- Ślepe koła wyobraźni (1958)
- Psalmy na użytek domowy (1959)
- Kolędy stręczyciela (1962)
- Obcoplemienna ballada
- Ziarenko trawy (1964)
- W jutrzni (1966)
- Takie większe wesele (1966)
- A jak królem, a jak katem będziesz (1968)
- Psalmy (1971)
- Prorok (1977)
- Wiersze wybrane (1978)
- Wniebogłosy (1982)
- Pacierze i paciorki (1988)
- Za snem, za jawą, za pacierzem (2000)

## Українські переклади
Твори Тадеуша Новака українською мовою перекладав Анатолій Глущак.